# Guanyin van Xiqiao

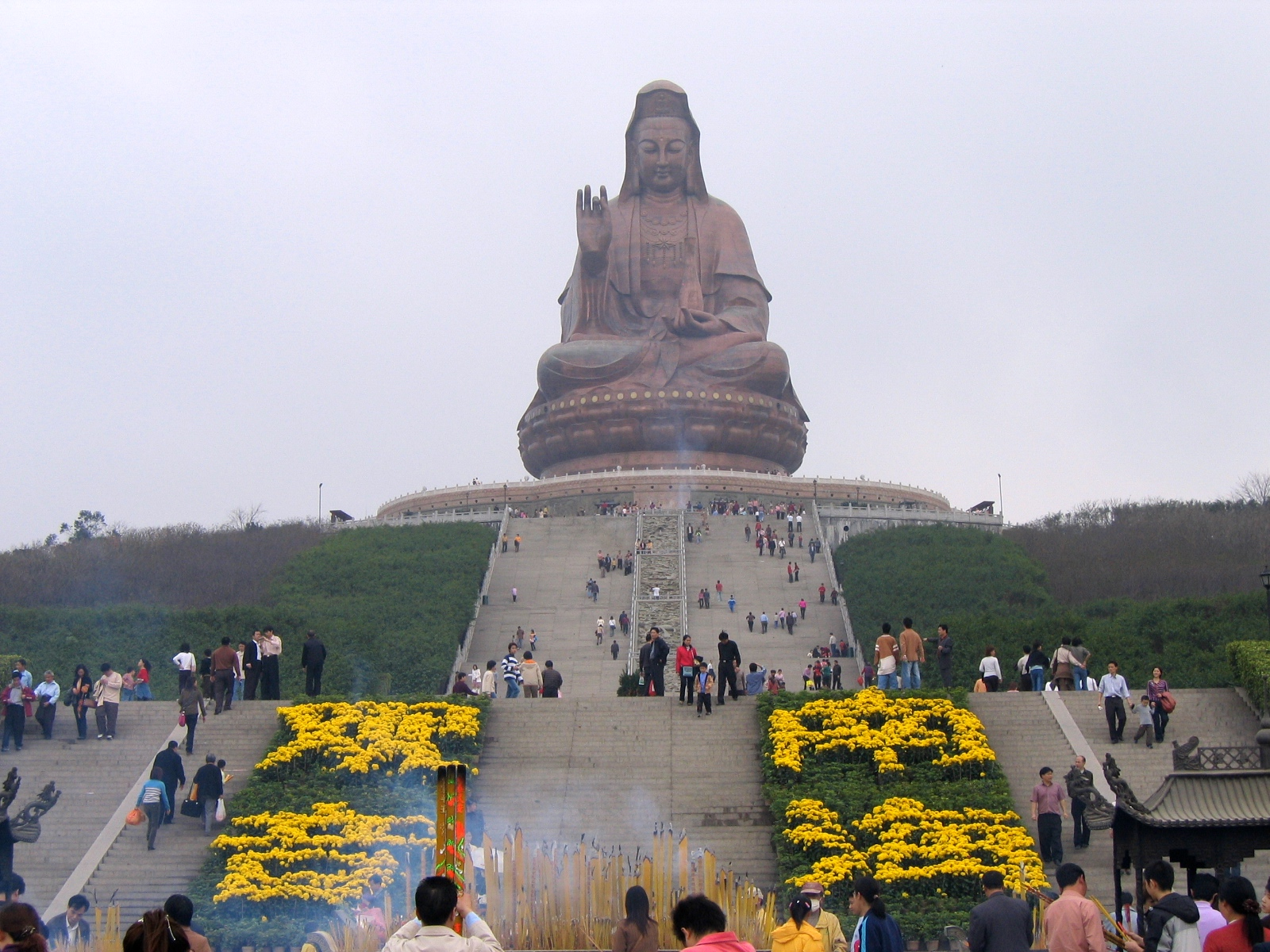
Guanyin van Xiqiao

De Guanyin van Xiqiao is een kolossaal standbeeld van Guanyin, op de berg Xiqiao, in het district Nanhai in Foshan in de Chinese provincie Guangdong. Het beeld is gesitueerd in het cultuurpark Nanhai Guanyin.

## Geschiedenis
Het standbeeld werd voltooid in 1988.

## Bouwwerk
Het beeld zelf is 62 meter hoog en staat op een voetstuk van 15 meter, waarmee de totale hoogte van het monument 77 meter bedraagt.
Het standbeeld beeldt de godin Guanyin af in een zittende houding. De rechterhand wordt omhoog gehouden in de houding van de shuni mudra (duim en middelvinger raken elkaar en de andere drie vingers wijzen omhoog). Deze mudra zou staan voor geduld en onderscheidingsvermogen.